# Димитриос Кацамбас
Димитриос Кацамбас или Кацямбас (на гръцки: Δημήτριος Κατσάμπας, Κατσιάμπας) е гръцки хайдутин и революционер, деец на Гръцката въоръжена пропаганда в Македония.

## Биография
Кацамбас е роден в берското село Рапсоманики. Той е полубрат на андарта Продромос Скотидас (майка им Кирана е от Позаритес). В състезание по свободна борба Кацамбас побеждава сина на местния бей, и по този начин си навлича гнева на османците. Бяга в планината Фламбуро (Пиерия) и става хайдутин (клефт). Действа в продължение на много години срещу местните османски първенци и унищожава няколко бейове в района на Централна Македония.
След началото на Гръцката въоръжена пропаганда, оглавява чета в района на Ениджевардарското езеро, която се опитва да противодейства на българските чети на Апостол войвода. Активно си сътпудничи с гръцките офицери Константинос Буковалас, (Петрилос), Михаил Анагностакос (Матапас), Панайотис Пападзанетеас, Йоанис Деместихас (Никифорос), Телос Агапинос (Аграс) и Василиос Ставропулос (Коракас). Също така работи с местните капитани Апостолос Матопулос и Гоно Йотов, както и с четата на брат му Скотидас. Участва в нападения на български села и османски части, както и в операцията срещу влашкото село Доляни, в което е пуснала корени румънската пропаганда.
След Младотурската революция в 1904 година Кацамбас продължава революционната си дейност. В 1911 година при пътуването на султан Мехмед V с влак до Битоля, Кацамбас решава да организира атентат за убийството му. Преоблечен като свещеник отива в Гида, където е планирано спиране на влака, за да може султанът да поздрави населението. Но местните дейци в последния момент го разубеждават, тъй като евентуален атентат може да доведе до ужасни репресии над местното население. По-късно е отровен от младотурците след предателство, извършено от съпругата на доктор Антонис Антонакис от Пилио. Трупът на Кацамбас е изложен в Бер на площада „Три платани“ (Τρία πλατάνια, Πλατεία Πλατάνων). За него има народни песни.